# Henderson Motorcycle
Pour les articles homonymes, voir Henderson et Motocyclette.
Henderson Motorcycle Company ou Henderson est un ancien fabricant de motos américain, fondé en 1911 à Détroit dans le Michigan, par les frères William et Thomas Henderson, fusionné en Excelsior-Henderson en 1917, en activité jusqu'en 1931 (plus important fabricant de motos des États-Unis des années 1910 et années 1920 avec Indian et Harley-Davidson). En 1998 les deux frères Henderson sont intronisés au Motorcycle Hall of Fame de Colombus dans l'Ohio (Panthéon américain de la moto). 

## Historique
Les jeunes frères William et Thomas Henderson sont employés chez Winton Motor Carriage Company de Rochester dans l'État de New York (un des premiers constructeurs automobiles des États-Unis, fondé en 1897 par leur grand-père Alexander Winton, et dirigé par leur père ). À partir de 1909 ils conçoivent leur premier prototype de moto de 1911 (inspiré des FN Four de 1905) à moteur quatre cylindres de 934 cm³ pour 7 ch (conçu par William) à transmission par courroie en vogue à l'époque, rapidement remplacée par une des premières chaînes d'entrainement sur les premiers modèles de série, avec un système de démarrage révolutionnaire à levier rétractable sur le côté. 

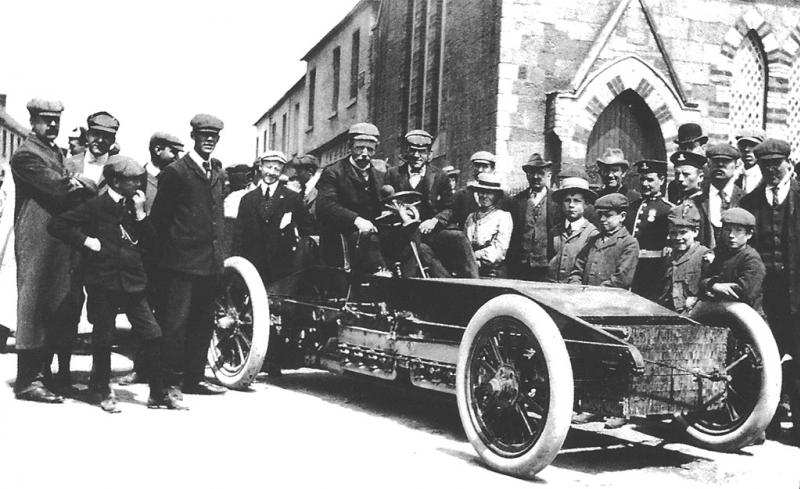
Alexander Winton sur sa Winton Bullet à la Coupe automobile Gordon Bennett de 1903
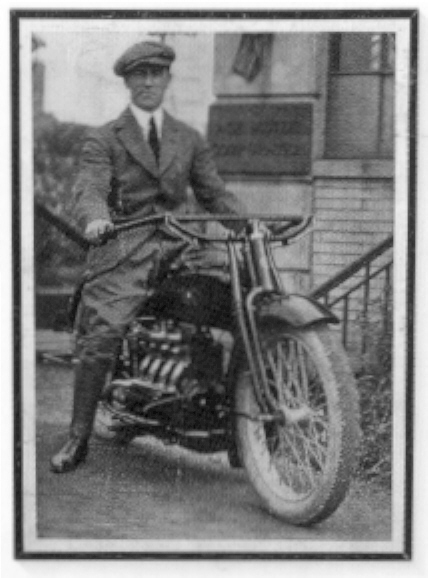
William sur Modèle B en 1913
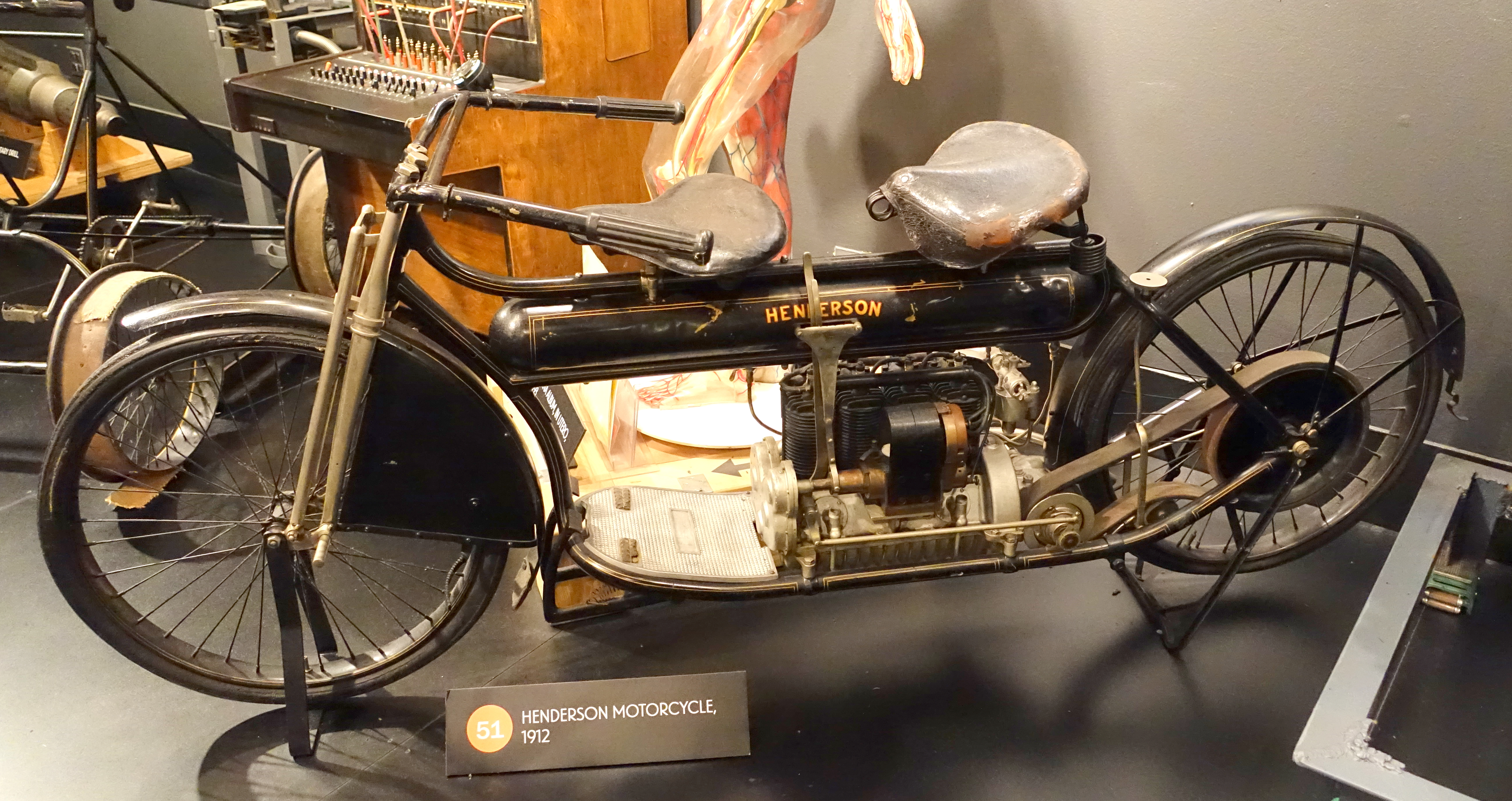
Première Henderson modèle A à courroie de 1912 (Musée des sciences et de l'industrie de Chicago)
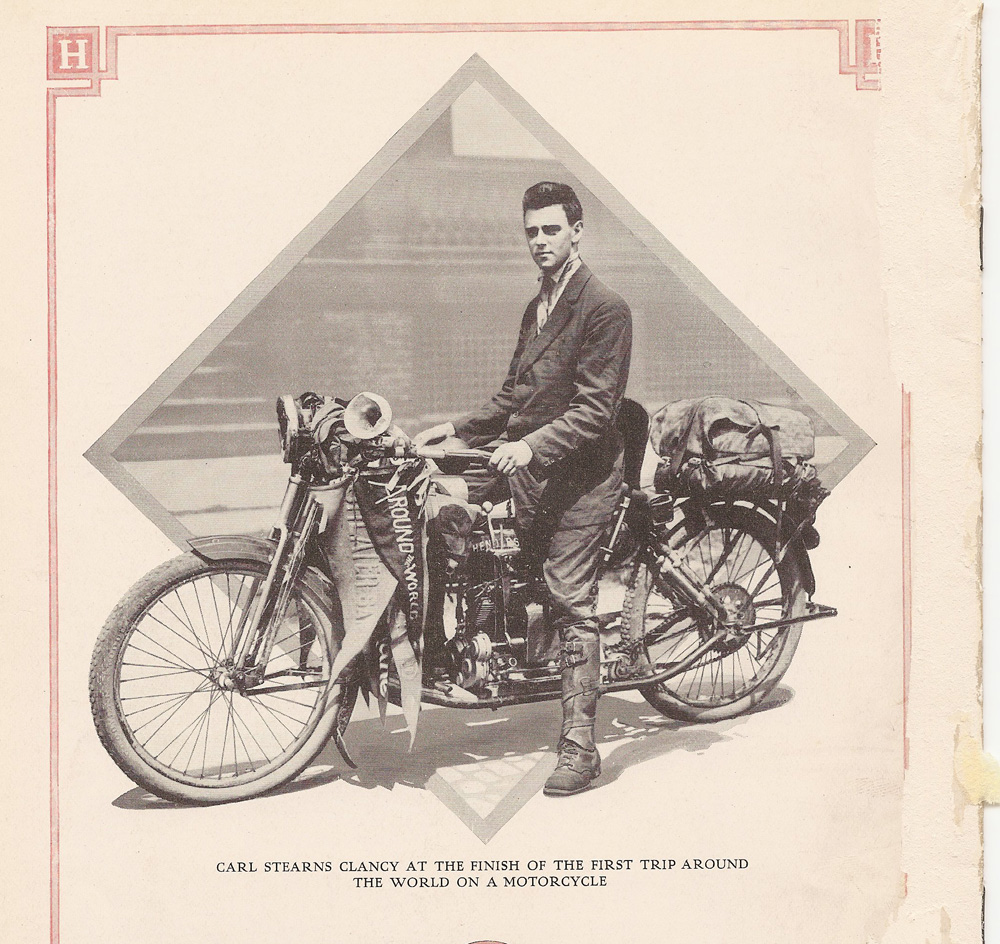
Premier Tour du monde en moto Modèle A de Carl Stearns Clancy en 1912-1913

En 1911 ils fondent leur industrie « Henderson Motorcycle Company » au 268 avenue Jefferson, au bord du lac Érié, à Detroit dans le Michigan (région berceau industriel de l'automobile américaine, où Henry Ford a créé son premier prototype de Ford Quadricycle en 1896, et fondé Ford en 1899, et William Harley a fondé Harley-Davidson avec les frères Davidson en 1903). Ils fabriquent avec succès leur premier millier de moto dès 1912. Entre 1912 et 1913 le New-yorkais Carl Stearns Clancy réalise le premier tour du monde très médiatisé sur une moto Henderson modèle A, qui participe au succès international de la marque. Parcourant 29 000 km depuis New York, via l'Irlande, l'Europe, l'Afrique, l'Inde, jusqu'au Japon, il rapporte une quantité impressionnante de photographies publiées dans de nombreuses revues spécialisées. 

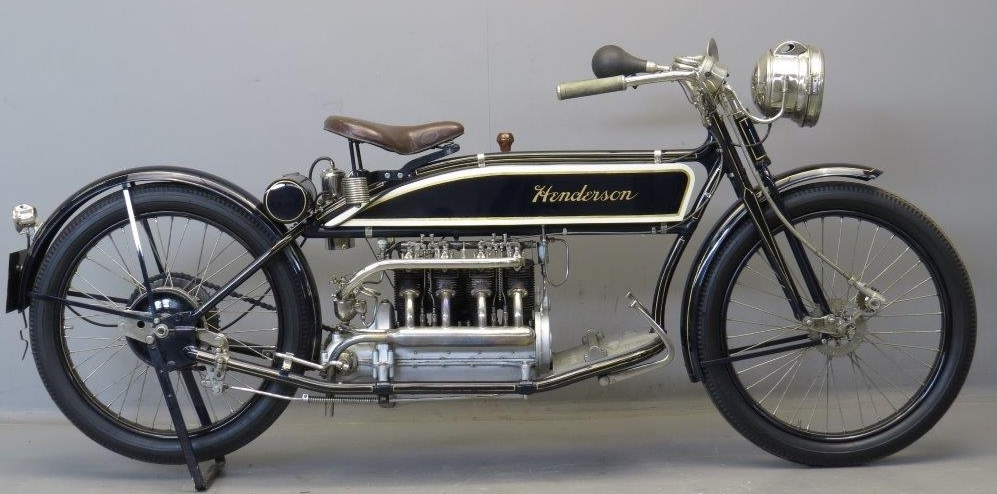
Henderson 1915
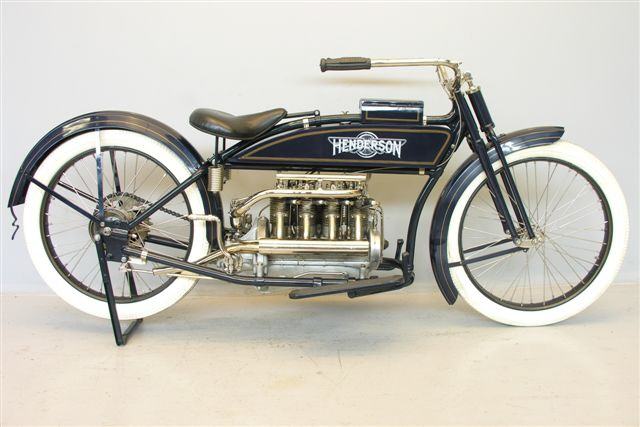
Henderson F 1916
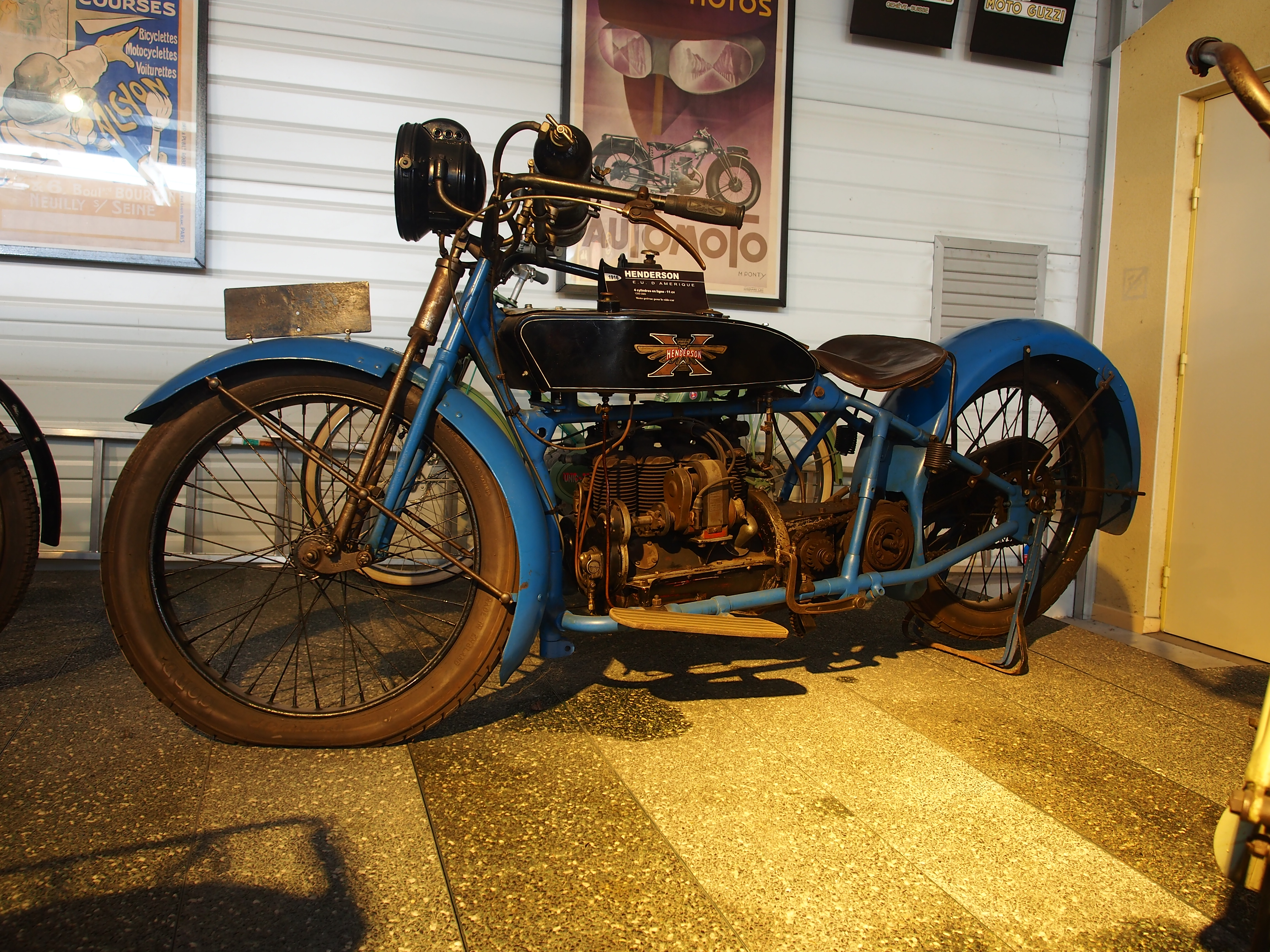
Henderson 1916
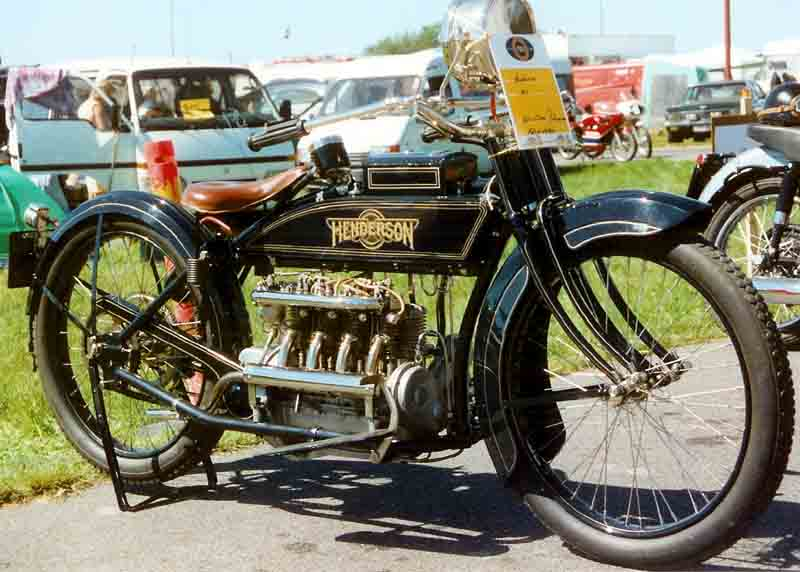
Henderson 1917
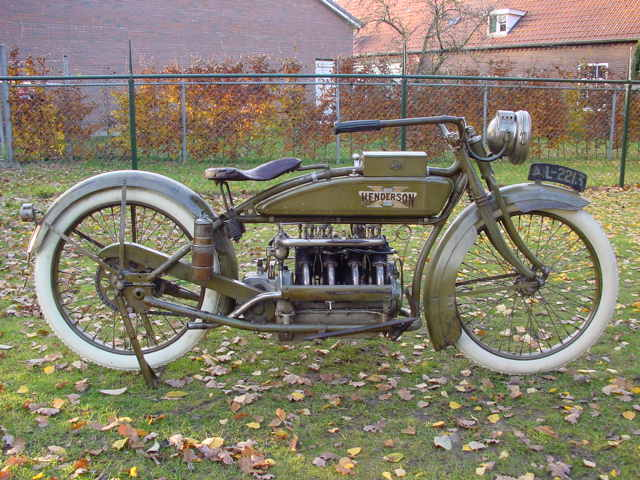
Henderson Z 1918

La Première Guerre mondiale cause d'importants préjudices financiers à la marque, qui incitent les frères à fusionner avec Excelsior Motor Manufacturing & Supply Company, fabricant de motos fondé en 1917 à Chicago dans l'Illinois, par le fabricant de vélos Ignaz Schwinn propriétaire de la Schwinn Bicycle Company (à ne pas confondre avec le fabricant anglais de motos Excelsior) pour devenir Excelsior-Henderson. L'usine est transférée au 3701 rue Cortland à Chicago. Le logo Henderson est alors complété par le grand « X » d'Excelsior. Les frères Henderson sont un temps directeurs de l'entreprise, avant de la quitter à la suite de différends avec la nouvelle direction. En 1919 William crée sa nouvelle marque de moto ACE Motor Corporation à Philadelphie (revendue à Indian en 1927) et Thomas crée une société d'exportation Excelsior-Henderson vers l'Europe. 

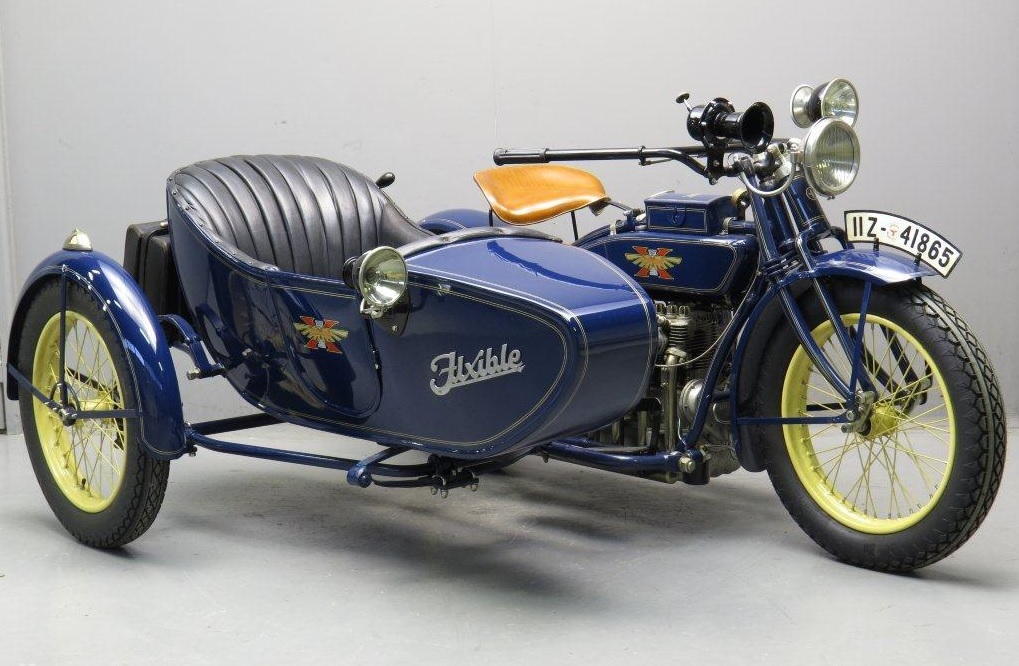
Henderson side-car 1921
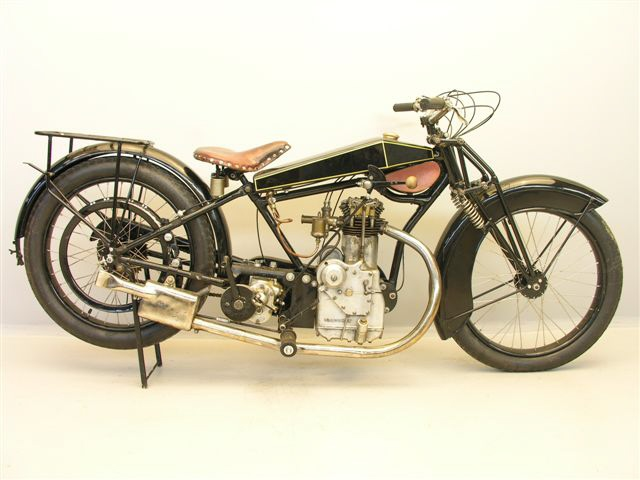
Henderson 1922
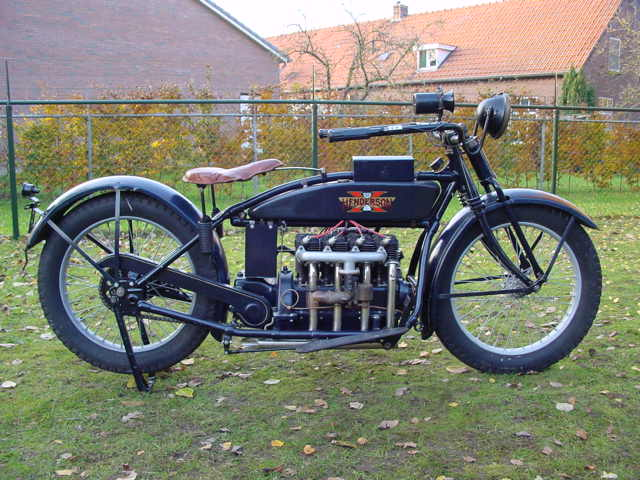
Henderson DeLuxe 1922
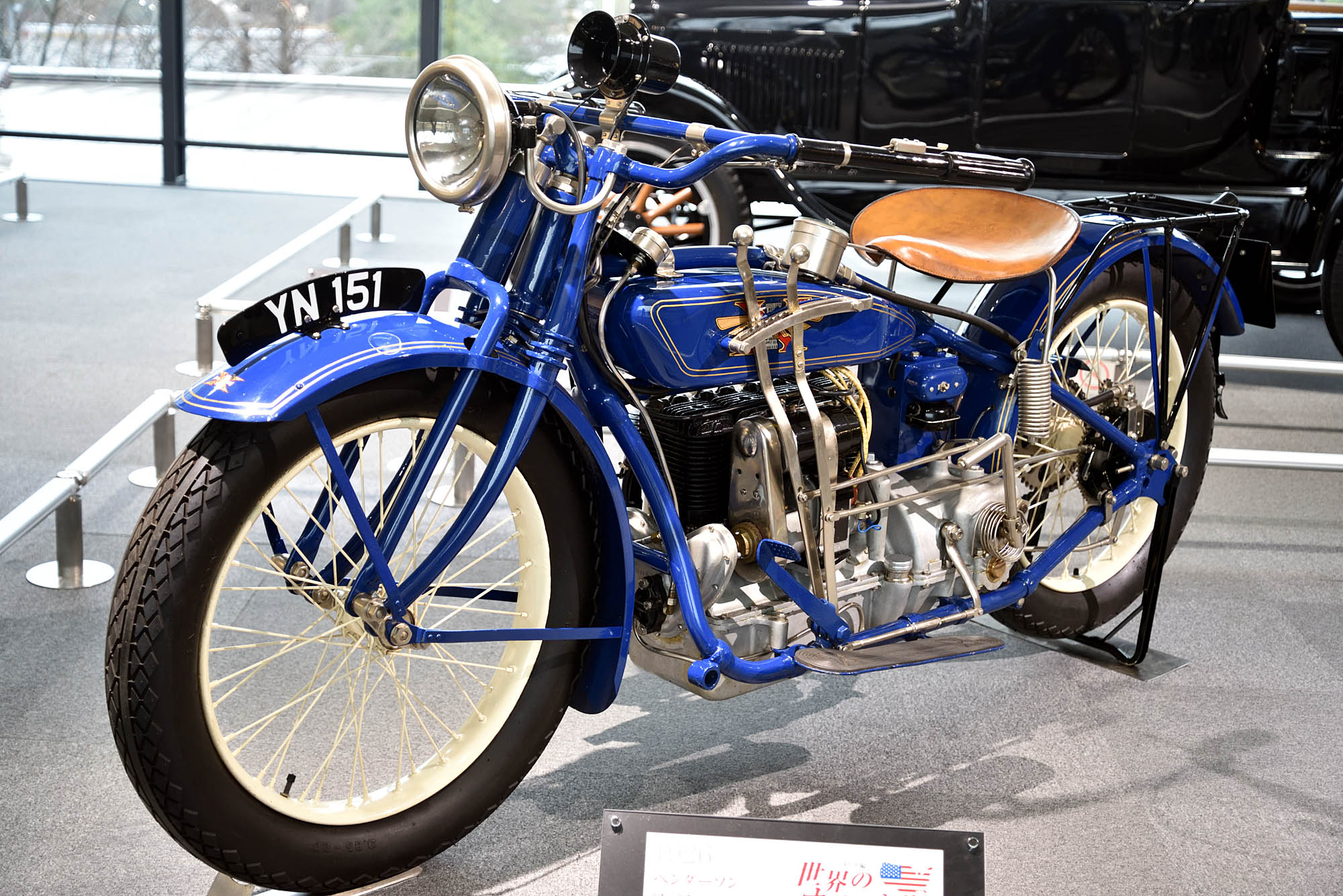
Henderson Four 1926
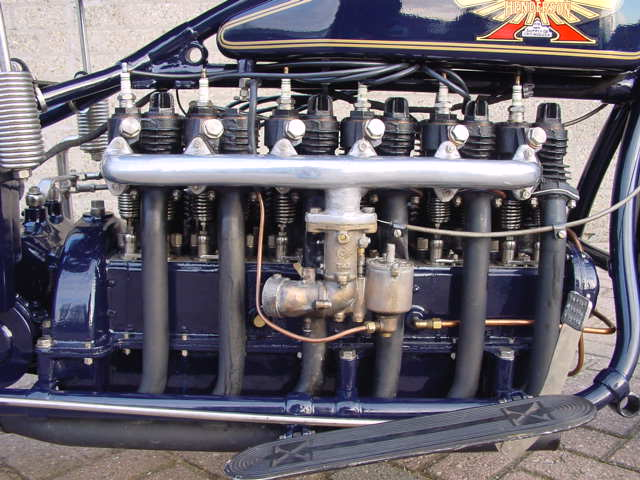
Henderson DeLuxe supersix (six cylindres) 1926

Excelsior-Henderson atteint son apogée à la fin des années 1920. À la suite du krach de 1929 de la bourse de New York, sans aucun préjudice pour Excelsior-Henderson (alors plus important producteur de moto des États-Unis avec Harley-Davidson et Indian) Ignaz Schwinn prend la décision irrévocable malgré d’excellents résultats et perspectives, par peur des risques de la récession économique de la Grande Dépression des années 1930, de cesser de produire des motos en 1931, après 20 ans d'activité, pour se concentrer sur la production de bicyclettes de la Schwinn Bicycle Company (plus important fabricant de bicyclettes des États-Unis jusqu’à ce jour).

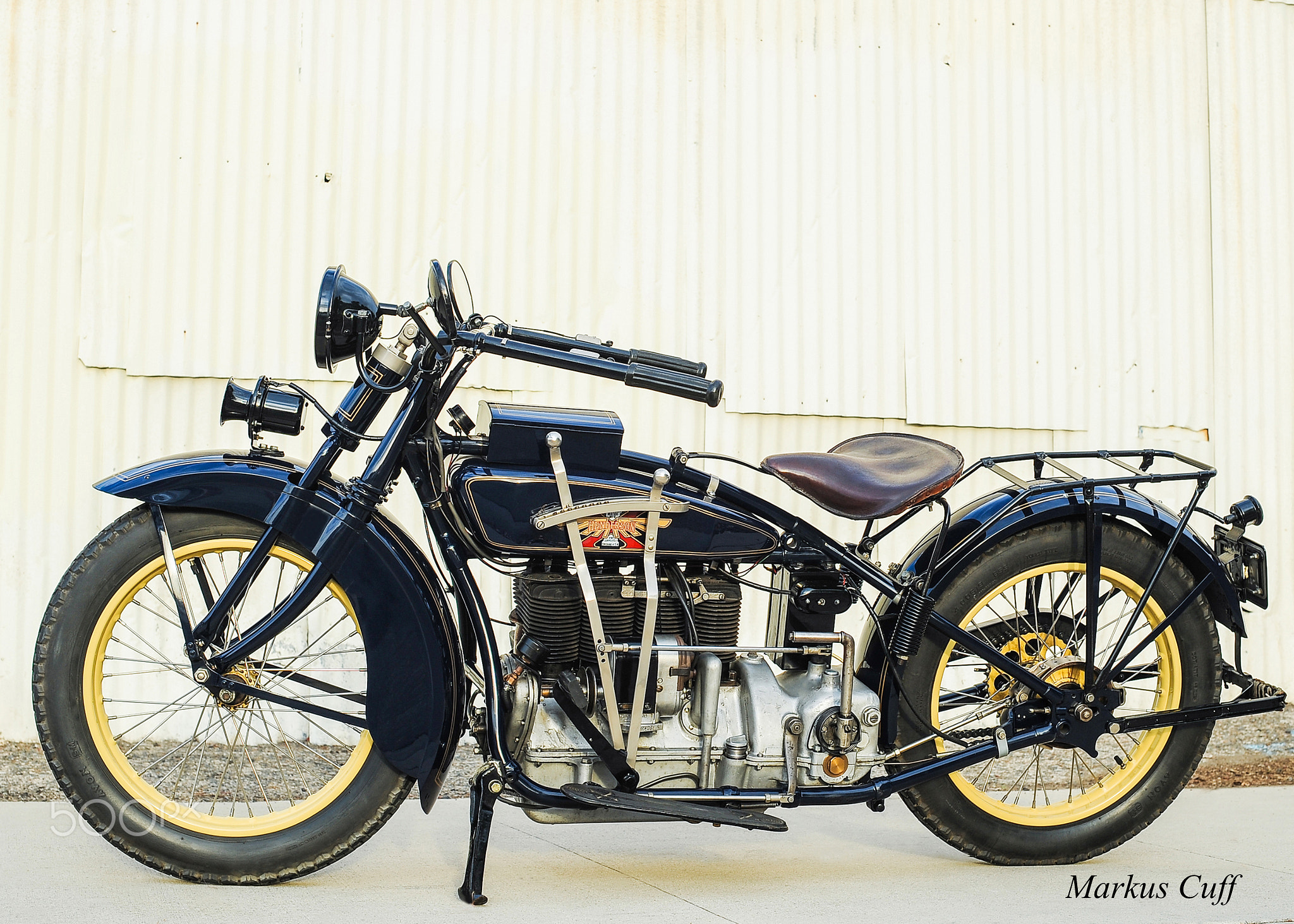
Henderson 1927
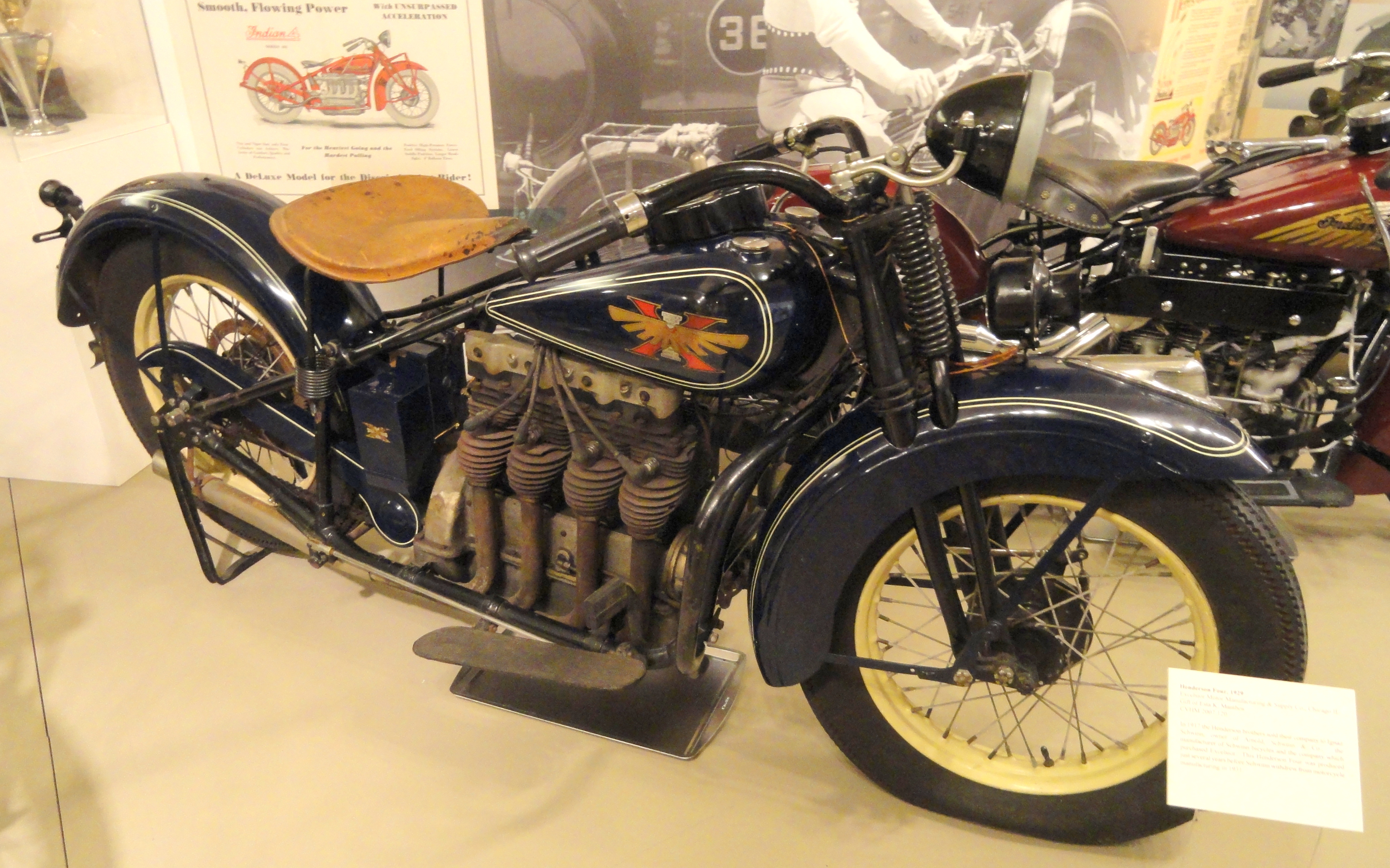
Henderson Four Excelsior 1929
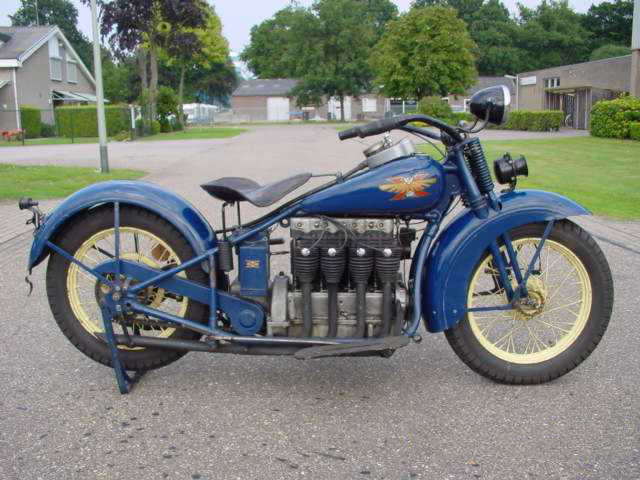
Henderson Model KJ 1930
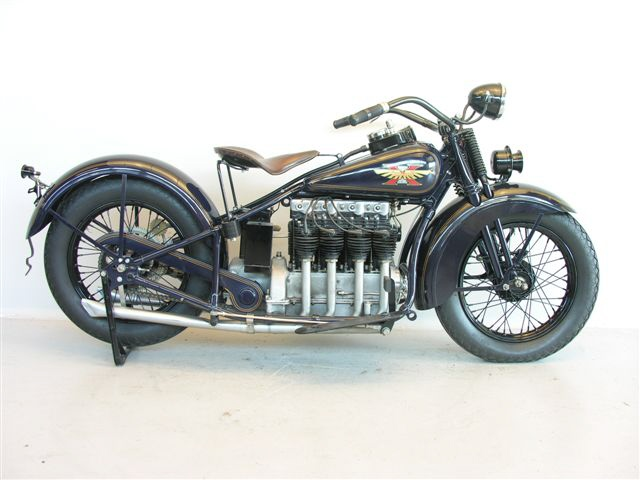
Henderson KJ Streamline 1931
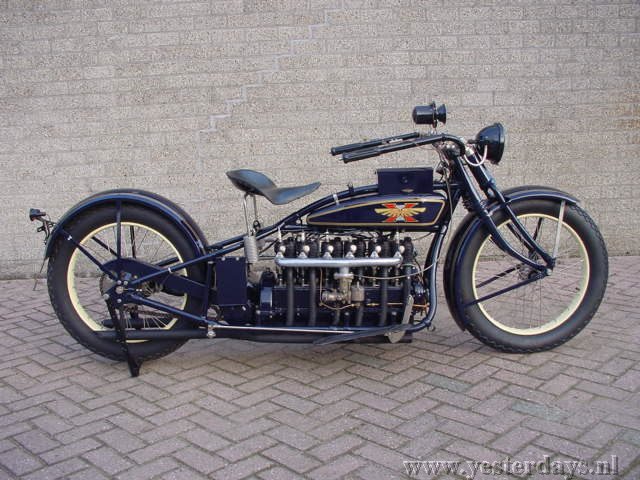
Henderson Super Six (six cylindres) 1958

En 1993 l'industriel américain Dan Hanlon ressuscite un temps la marque Excelsior-Henderson, en fondant la société « Excelsior-Henderson Motorcycle Company» à Belle Plaine dans le Minnesota, pour fabriquer entre 1998 et 2000 près de 2000 motos Super-X, à moteur V-Twin de 1386 cm³, avant que la société ne succombe à la concurrence. 

## Quelques modèles de production
| - 1911 : Prototype - 1912 : Modèle A (4-cyl 7 cv, 934 cm³) - 1913 : Modèle B - 1914 : Modèle C - 1915 : Modèle D et E - 1916 : Modèle F | - 1917 : Modèle G - 1918 : Modèle H - 1918 : Modèle Z et Z-2 - 1920 : Modèle K - 1922 : Modèle DeLuxe - 1925 : Modèle Super X | - 1928 : Modèle The Last DeLuxe - 1929 : Modèle KJ ou Henderson Streamline - 1930 : Modèle KL Special - 1999 : Excelsior-Henderson Super-X |  |

## Palmarès
- 1912 à 1913 : Tour du monde en moto Henderson de Carl Stearns Clancy (29 000 km en partant de New York, via l'Irlande, l'Europe, l'Afrique, l'Inde, et le Japon...)
- 19 juin 1917 : Alan Bedell établi un record de longue distance entre Los Angeles et New York en sept jours, 16 heures, et 15 minutes (quatre jours plus rapide que le précédent record du Cannonball (course) de 1915 détenue par Indian, et quatre jours plus vite que le record avec une voiture Cadillac.
- Roy Artley a traversé les États-Unis de la frontière canadienne à la frontière mexicaine en trois jours et 15 minutes.